# Åge Lundström
Johan August „Åge” Lundström (ur. 8 czerwca 1890 w Sztokholmie, zm. 26 września 1975 w Landskronie) – szwedzki jeździec sportowy. Trzykrotny medalista olimpijski.
Brał udział w dwóch pierwszych igrzyskach rozgrywanych po zakończeniu I wojny światowej (IO 20, IO 24), na obu zdobywał medale. Startował w skokach przez przeszkody i WKKW. W 1920 był częścią złotej drużyny w WKKW, a partnerowali mu Helmer Mörner, Georg von Braun oraz Gustaf Dyrsch. Cztery lata później triumfował w skokach, a razem z nim startowali Åke Thelning i Axel Ståhle. Indywidualnie jego największym osiągnięciem jest srebro w WKKW w 1920.
Był zawodowym wojskowym. Służył m.in. w lotnictwie i dosłużył się stopnia generalskiego.